# Elmer Keith
Elmer Merrifield Keith (8 de marzo de 1899 - 12 de febrero de 1984) fue un autor de artículos de revista y libros relacionados con las armas y caza, así como ganadero, cazador y diseñador de cartuchos estadounidense. Se le conoce como el responsable del desarrollo de cartuchos famosos para armas cortas, como el .357 Magnum, el .44 Magnum y .41 Magnum cartuchos, y acreditado tamibén por Roy G. Jinks Como "el padre de de los calibres grandes para armas cortas."
Keith fue también pionero en el desarrollo de cartuchos de rifle de caza mayor como el .333 OKH y el .334 OKH, predecesores a calibres como el .338 Winchester Magnum.

## Carrera
Durante Segunda Guerra Mundial Keith sirvió como inspector en el Arsenal Ogden en Utah. Los rifles que  inspeccionó fueron estampados con las iniciales OGEK en dentro de un rectángulo en la culata. Los rifles estampados OGEK sin el rectángulo fueron inspeccionados por Ed Klouser en el mismo Arsenal.
En El Phantom De Phu Bai, una biografía del Francotirador del USMC, Eric England escrita por Joseph B. Turner, se dedica aproximadamente un capítulo completo a Elmer Keith y su influencia en la comunidad de tiradores.

### Desarrollo de cartuchos Magnum para revólver
La primera gran contribución de Keith, fue el .357 Magnum. Resultado de recargar el .38 Special más allá de los límites aceptados, aprovechando los modelos entonces más modernos de revólveres, comparados con los de fines del siglo 19. El .357 Magnum fue disponible a partir de 1935 y para volverse uno de los más populares entre civiles y fuerzas del orden. El .357 Magnum tiene un casquillo ligeramente más largo que el .38 Especial, pero por lo demás es idéntico, así que los revólveres pueden disparar .38 Special también, pero los revólveres .38 Special no pueden disparar .357 Magnum de manera segura. 
El .44 Magnum fue desarrollado de manera similar misma y se comercializó en 1956. Keith empezó experimentando con el .44 Special, y utilizó la misma fórmula de empujar balas pesadas en velocidades altas que  había utilizado para el .357 Magnum. El resultante ".44 Special Magnum", cartucho formidable para la caza con arma corta, despidiendo una 250 bala de grano en 1,200 ft/s (370 m/s).
Keith propuso a las compañías Smith & Wesson y Remington a producir una versión comercial de esta nueva carga de alta presión, y revólveres recamarados en el calibre. Mientras S&W produjo el famoso Smith & Wesson Modelo 29, Sturm, Ruger 7 Co. se le adelantó, lanzando al mercado el Ruger Blackhawk en .44 Magnum. A su vez, Remington entregó a Keith un cartucho más potente que el solicitado, el cual disparaba una bala de 240 granos a 1,500 pies/segundo (460 m/s), siendo el cartucho de arma corta más potente hasta la introducción del .454 Casull (basado en el .45 Colt). Sin embargo, el .44 Magnum es todavía el más popular, ya que el retroceso que genera el .454 Casull es considerado excesivo por la mayoría de tiradores, y los revólveres en .454 Casull eran escasos y caros hasta los años 1990 cuando Sturm, Ruger y Taurus, introdujeron revólveres en ese calibre.
El .41 Magnum fue lanzado al mercado en 1963, como una alternativa intermedia entre el .357 Magnum y el .44 Magnum, ya que si bien el .357 tenía la energía necesaria para abatir presas del tamaño de un venado, se requería tener muy buena puntería, mientras que el retroceso del .44 Magnum generaba un retroceso demasiado violento. El .41 Magnum, inspirado en el antiguo y obsoleto .41 Long Colt.

### Balas Estilo Keith
Keith fue también responsable del diseño de varias balas todavía hasta hoy, llamadas "balas estilo Keith", todas basadas en el diseño semiwadcutter (SWC), pero utilizando un área frontal superior a la normal, y lados convexos. Estos cambios aumentaron el volumen de bala que sobresalía del casquillo, permitiendo de esta manera aumentar la capacidad de pólvora del casquillo. Cuando estas balas atraviesan un blanco de papel dejan un orificio bien  definido, además de otorgar un mayor volumen de pólvora y un mejor coeficiente balístico que una wadcutter de frente plana. Para uso cinegético, las balas pesadas ofrecen una excelente penetración que no es lograda de manera tan confiable con balas de punta suave o punta hueca. Es por eso que son usualmente usadas para cazar animales peligrosos, como osos.

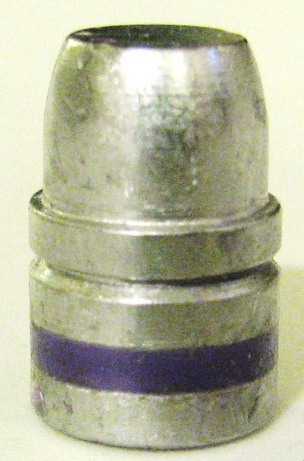
Keith-Estilo SWC

### Desarrollo de cartuchos de rifle
Keith fue fundamental para el desarrollo de varios cartuchos, propietarios que tarde o temprano se convirtieron en cartuchos populares. El .333 OKH ("O'Neil-Keith-Hopkins"), desarrolló conjuntamente con Charlie O'Neil y Don Hopkins, estuvo basado en el casquillo del .30-06 Springfield al que se le holgó el cuello para alojar una bala de calibre .333" usándose pesos de 250 y 300 granos del .333 Jeffery. También desarrolló el .334 OKH, basado en el casquillo rebajado del .300 H&H Magnum. El .333 OKH fue a su vez modificado ligeramente para cargar balas calibre .338 inicialmente producidas para el  .33 Winchester, resultando en el .338-06, también conocido como el .338 OKH, que posteriormente inspiró a Winchester Repeating Arms Co. a la introducción al mercado del .338 Winchester Magnum en 1959, basado en el casquillo del .458 Winchester Magnum. 
Por otro lado el .334 OKH, fue modificado para aceptar balas calibre .338" y se le pronunció el ángulo del hombro para desarrollar el diseño característico de radios dobles de Weatherby, para desarrollar  el .340 Weatherby Magnum en 1963. El .338-378 Weatherby Magnum, introducido en 1998, se desarrolló partiendo también de otro cartucho basado en el casquillo original del .338 OKH; el .338-378 KT(Keith-Thomson), desarrollado en los años 1960 por Bob Thomson.
Un admirador de los rifles dobles británicos, Keith tuvo varios en su colección. Usó .476 Westley Richards y un .500 Nitro Express, para cazar animales peligrosos en África, documentando el primero en el tomo de 1968, de la revista Safari.
En 1935, Elmer Keith, junto con otros cuatro, se dedicaron a diseñar el Winchester Modelo 70. durante un año y medio.

## Vida personal
Keith era caracterizado por sus cigarros, su Stetson, su amor para revólveres, y su opiniones francas. También es conocido como un gran cazador con arma corta y desde sus inicios con los revólveres Smith & Wesson de acción doble en los tiempos cuando los cartuchos de armas cortas disparaban balas largas y lentas, como el .45 Colt, o el .30 Mauser, Keith empujaba los límites de estos calibres, aumentando las velocidades.
Nació cercano Hardin, Misuri, pero fue criado en Montana, Idaho, y al este de Oregón. Se casó con Loraine Randall y en los años 1930 y a inicios de los 1940, tuvo rancho en el río de Salmon, en Salmon, Idaho , para después migrar a la ciudad. El rancho aún es propiedad de la familia Keith.

## Cazador
Elmer Keith fue un experimentado cazador y guía de caza del noroeste de los Estados Unidos, donde cazaba principalmente wapiti, alces y el venado mulo. Desde siempre mostró predilección por los calibres grandes y criticando el uso de calibres pequeños de alta velocidad, generando controversia entre los aficionados de la época. 

## Trabajos publicados
Keith era un escritor prolífico , escribiendo libros y columnas de revista. Durante los 1950s y 1960s,  sea conocido por sus columnas mensuales regulares.Escribió para Guns & Ammo y American Rifleman típicamente explorando el rendimiento de las ofrendas de pistola nuevas más tardías, especialmente aquellos despidiendo balas grandes , pesadas empujaron a velocidades altas. Ha influido escritores de armas modernos como Mike Venturino y John Taffin.